# Thiên văn học Maya
Thiên văn học Maya là những nghiên cứu về Mặt Trăng, hành tinh, Ngân Hà, Mặt Trời và những sự xuất hiện thiên văn khác được thực hiện bởi văn minh Maya. Đặc biệt là người Maya một vài trong hầu hết trong quan sát chinh xác thiên văn được hỗ trợ bởi Bản ghi chép Maya và Sô Maya, tất cả đều là bản xứ. Người Maya đã hiểu nhiều hiện tượng thiên văn. Ví dụ, họ đã ước đoán độ dài của một tháng mặt trăng chính xác hơn cách tính toán của Ptolemy. Đồng thời là sự tính toán độ dài của một năm mặt trời nhiệt đới đã chính xác hơn tính toán của những người Tây Ban Nha, những người đến châu Mỹ đầu tiên.

## Lịch của châu Âu và Maya

### Lịch châu Âu
Vào năm 46 TCN, Julius Caesar đã thiết kế một năm gồm 12 tháng với độ dài khoảng 30 ngày cho mỗi tháng. Tổng cộng có 365 ngày cho năm thường và 366 ngày cho năm nhuận. Một năm thương chính xác có đội dài 365,25 ngày. Đó chính là lịch Julius. Một năm mặt trời có 365,2422 ngày và đến năm 1582 và một sự khác biệt có thể thấy rõ giữa đông chí và Giáng sinh, giữa điểm phân và Phục sinh. Vì thế, Giáo hoàng Gregory XIII với sự giúp đỡ của nhà thiên văn học người Ý Aloysius Lilius, cải cách lịch bằng việc bãi bỏ các ngày 5 tháng 10 đến 14 tháng 10 năm 1582. Điều này đã biết năm thường và năm nhiệt đới trở về vạch xuất phát. Giáo hoàng cũng làm mất 3 ngày cho mỗi 4 thế kỷ bằng việc quy định những năm là năm nhuận là những năm có thể chia cho 400. Chính vì thế, các năm 1700, 1800 và 1900 sẽ không còn được tính là các năm nhuận nữa. Chỉ có các năm 1600 và 2000 mới là các năm nhuận. Đó chính là lịch Gregory. Các nhà thiên văn học sử dụng cả hai lịch trên. Những năm trước 46 TCN là những năm được tính theo lịch Julius, đó được gọi là Lịch Julius đón trước. Những tính toán thiên văn học đã đưa trở lại năm 0 và những năm trước năm đó là những số âm. Đó được gọi là định ngày thiên văn. Không có năm 0 trong cách tính toán của lịch sử. Đối với các tính toán lịch sử, năm 1 TCN được theo bởi năm 1. Vì thế, năm 100 TCN theo cách tính thiên văn là năm 99 TCN theo cách tính lịch sử.
Những nhà Maya học đã chuyển lọch Maya thành lịch Gregory đón trước. Trong lịch này, lịch Julius đã được sửa lại nếu như lịch Gregory được sử dụng trước ngày 15 tháng 10 năm 1582. Những ngày của lịch Julius cần được chuyển theo cách tính thiên văn để có thể nghiên cứu về thiên văn học Maya bởi vì các nhà thiên văn học sử dụng cả lịch Julius và Gregory. Lịch Greogry đón trước biến đổi với các ngày thiên văn về thực tế. Ví dụ, ngày sự sáng tạo mang tính chất huyền thoại trong lịch Maya la ngày 11 tháng 8 năm 3114 TCN trong lịch Gregory đón trước và ngày 6 tháng 9 năm 3113 TCN theo cách tính của thiên văn học.

### Lịch Julius
Các nhà thiên văn học đã mô tả thời gian với số ngày và các phần của một ngày kể từ trưa ngày 1 tháng 1 năm 4712 TCN tính theo Giờ Greenwich. Ngày Julius bắt đầu vào trưa đó bởi vì lịch này rất quan tâm đến những thứ hữu hình về đêm. Số ngày và sự phân chia một ngày trôi qua kể từ kể từ thời điểm đó là một ngày Julius. Tổng số ngày trôi qua kể từ thời điểm đó là số ngày Julius.

### Lịch Maya
Có ba lịch chính của người Maya:
- Lịch đếm dài đếm số ngày. Có nhiều ví dụ về lịch đếm độ dài ở nhiều nơi trong nền văn minh nhưng hầu hết đề cập đế 5 điểm kể từ ngày sáng tạo mang tính huyền bí - 13.0.0.0.0
- Lịch Tzolk'in là một lịch có 260 ngày đếm một ngày từ 1 đến 13 và có 20 tên ngày.
- Haab' là một năm có 365 ngày đếm một ngày từ số 0 đến số 19, 18 tháng và năm ngày không may mắn ở cuối năm.

Khi Tzolk'in và Haab' được tạo ra, ngày tạo ra hai lịch đó được gọi là vòng lịch. Vòng giống nhau sẽ được lặp lại sau mỗi 18.900 ngay, xấp xỉ 52 năm. Vòng lịch của ngày bắt đầu mang tính chất huyền bí là 4 Ahau 8 Kumk'u. Ngày này được lặp lại một lần nữa được goi là sự hoàn tất vòng lịch.
Một chuyển năm là một ngày Tzolk'in xảy ra vào ngày đầu tiên của Haab'. Một số của các hệ thống chuyển năm khác nhau được sử dụng trong Trung Mỹ.

### Mối quan hệ giữa lịch Maya và lịch châu Âu
Lịch Maya và lịch châu Âu có liên hệ với nhau bằng lịch Julius ề ngày bắt đầu của sự sáng tạo hiện tại: 13.0.0.0.0, 4 Ajaw, 8 Kumk'u. Số chỉ ngày Julius về trưa cho ngày đó là 584,283. Đó là sự liên hệ theo Giờ Greenwich.